# マンデビラ属
マンデビラ属（マンデビラぞく）とはキョウチクトウ科の属の1つ。 学名はMandevilla。和名はチリソケイ属であるが、あまり和名は使われない。また、旧属名のディプラデニア (Dipladenia) で呼ばれることもある。
この属はメキシコ〜アルゼンチンを中心に分布しており100種以上ある。つる性で乳状の樹液が出る。一部の種やその交雑種が園芸植物として出回っており、こうしたものの開花期は6〜9月頃である。